# Champions League of Darts
Champions League of Darts, označovaný také jako Paddy Power Champions League of Darts, byl každoroční nehodnocený šipkařský turnaj pořádaný organizací Professional Darts Corporation. Turnaje se účastnilo 8 nejlepších hráčů šipek, kteří byli rozděleni do dvou skupin, ve kterých hrál každý s každým. Turnaj se konal vždy po dobu dvou dní, jednalo se tak o nejmenší televizní soutěž pořádanou PDC. Poprvé se hrálo v roce 2016 v Motorpoint aréně v Cardiffu, vítězem se stal Phil Taylor.

## Historie
Detaily o novém turnaji zveřejnila PDC 9. února 2016 jako součást dohody organizace s BBC. Jelikož byl již dříve odsouhlasen kalendář ročníku 2016, muselo být přesunuto jedno kolo Players Championship, aby se mohlo hrát v plánovaném termínu v září. Druhý ročník již byl do kalendáře zanesen řádně. Čtvrtý ročník v roce 2019 byl přesunut na říjen. V roce 2020 se nehrálo z důvodu pandemie covidu-19, turnaj poté již nebyl obnoven.
V roce 2019 sponzor turnaje oznámil, že v případě zavření legu devítkou získá každý z přítomných diváků podíl na bonusu 100 000 £. Tato cena byla považována za vůbec největší ve světovém sportu. Žádnému hráči se ale hru devíti šipkami zakončit nepodařilo.

## Formát
Na úvodní turnaj se kvalifikovalo osm nejlepších hráčů na základě žebříčku PDC Order of Merit, v roce 2016 se tak zúčastnili ti nejlepší po World Matchplay hraném v červenci. V dalších letech měl již úřadující šampion místo v turnaji jisté, do turnaje by se tak mohlo kvalifikovat pouze nejlepších 7 hráčů podle žebříčku v případě, že by mezi osmi nejlepšími šampion nebyl.
Osm hráčů bylo před každým turnajem rozděleno do dvou skupin – hráči v žebříčku na 1., 4., 5. a 8. místě hráli v první skupině, ostatní v druhé. Ve skupině hrál každý s každým, načež do semifinále postoupili dva nejlepší – vítězové hráli s druhým v pořadí v opačné skupině. Vítězové si následně zahráli o titul, o třetí místo se nehrálo. Zápasy ve skupinách se hrály na 10 vítězných legů, semifinále a finále poté na 11 vítězných.

## Seznam finálových zápasů
| Rok  | Vítěz (průměr ve finále)          | Skóre                             | Finalista (průměr ve finále       | Finanční odměna                   | Finanční odměna                   | Finanční odměna                   | Sponzor                           | Místo konání                      |
| Rok  | Vítěz (průměr ve finále)          | Skóre                             | Finalista (průměr ve finále       | Celkem                            | Vítěz                             | Finalista                         | Sponzor                           | Místo konání                      |
| ---- | --------------------------------- | --------------------------------- | --------------------------------- | --------------------------------- | --------------------------------- | --------------------------------- | --------------------------------- | --------------------------------- |
| 2016 | Phil Taylor (98.97)               | 11–5                              | Michael van Gerwen (100.92)       | 250 000 £                         | 100 000 £                         | 50 000 £                          | Unibet                            | Motorpoint Arena, Cardiff         |
| 2017 | Mensur Suljović (87.85)           | 11–9                              | Gary Anderson (98.03)             | 250 000 £                         | 100 000 £                         | 50 000 £                          | Unibet                            | Motorpoint Arena, Cardiff         |
| 2018 | Gary Anderson (101.47)            | 11–4                              | Peter Wright (93.85)              | 250 000 £                         | 100 000 £                         | 50 000 £                          | Paddy Power                       | Brighton Center, Brighton         |
| 2019 | Michael van Gerwen (100.87)       | 11–10                             | Peter Wright (97.42)              | 250 000 £                         | 100 000 £                         | 50 000 £                          | Paddy Power                       | Morningside Arena, Leicester      |
| 2020 | Zrušeno kvůli pandemii covidu-19. | Zrušeno kvůli pandemii covidu-19. | Zrušeno kvůli pandemii covidu-19. | Zrušeno kvůli pandemii covidu-19. | Zrušeno kvůli pandemii covidu-19. | Zrušeno kvůli pandemii covidu-19. | Zrušeno kvůli pandemii covidu-19. | Zrušeno kvůli pandemii covidu-19. |

## Rekordy a statistiky

### Počet účastí ve finále
| Pořadí | Hráč               | Země       | Vítězství | Finalista | Finále celkem | Celkem na turnaji |
| ------ | ------------------ | ---------- | --------- | --------- | ------------- | ----------------- |
| 1      | Gary Anderson      | Skotsko    | 1         | 1         | 2             | 4                 |
| 1      | Michael van Gerwen | Nizozemsko | 1         | 1         | 2             | 4                 |
| 3      | Mensur Suljović    | Rakousko   | 1         | 0         | 1             | 2                 |
| 3      | Phil Taylor        | Anglie     | 1         | 0         | 1             | 2                 |
| 5      | Peter Wright       | Skotsko    | 0         | 2         | 2             | 4                 |

- Aktivní hráči jsou vyznačeni tučně

### Nejvyšší průměry
| Deset nejvyšších průměrů v jednom zápasu | Deset nejvyšších průměrů v jednom zápasu | Deset nejvyšších průměrů v jednom zápasu | Deset nejvyšších průměrů v jednom zápasu | Deset nejvyšších průměrů v jednom zápasu |
| Průměr                                   | Hráč                                     | Rok (+ kolo)                             | Soupeř                                   | Výsledek                                 |
| ---------------------------------------- | ---------------------------------------- | ---------------------------------------- | ---------------------------------------- | ---------------------------------------- |
| 111,23                                   | Michael van Gerwen                       | 2018, skupina                            | Dave Chisnall                            | 10–2                                     |
| 108,31                                   | Phil Taylor                              | 2016, skupina                            | Robert Thornton                          | 10–2                                     |
| 107,49                                   | Phil Taylor                              | 2016, skupina                            | Michael van Gerwen                       | 10–4                                     |
| 105,67                                   | Michael van Gerwen                       | 2016, semifinále                         | Gary Anderson                            | 11–5                                     |
| 105,54                                   | Michael van Gerwen                       | 2019, semifinále                         | Gerwyn Price                             | 11–10                                    |
| 105,53                                   | Mensur Suljović                          | 2018, skupina                            | Peter Wright                             | 10–7                                     |
| 104,13                                   | Michael van Gerwen                       | 2016, skupina                            | Phil Taylor                              | 4–10                                     |
| 103,49                                   | James Wade                               | 2016, skupina                            | Adrian Lewis                             | 10–3                                     |
| 103,52                                   | Peter Wright                             | 2019, semifinále                         | Michael Smith                            | 11–5                                     |
| 103,40                                   | Michael van Gerwen                       | 2019, skupina                            | James Wade                               | 10–8                                     |

| Pět nejvyšších průměrů, které nestačily na vítězství | Pět nejvyšších průměrů, které nestačily na vítězství | Pět nejvyšších průměrů, které nestačily na vítězství | Pět nejvyšších průměrů, které nestačily na vítězství | Pět nejvyšších průměrů, které nestačily na vítězství |
| Průměr                                               | Hráč                                                 | Rok (+ kolo)                                         | Soupeř                                               | Výsledek                                             |
| ---------------------------------------------------- | ---------------------------------------------------- | ---------------------------------------------------- | ---------------------------------------------------- | ---------------------------------------------------- |
| 104,13                                               | Michael van Gerwen                                   | 2016, skupina                                        | Phil Taylor                                          | 4–10                                                 |
| 102,89                                               | Michael van Gerwen                                   | 2017, skupina                                        | Phil Taylor                                          | 9–10                                                 |
| 102,49                                               | Gerwyn Price                                         | 2019, skupina                                        | Michael van Gerwen                                   | 10–11                                                |
| 102,13                                               | Peter Wright                                         | 2018, skupina                                        | Mensur Suljović                                      | 7–10                                                 |
| 101,48                                               | Gary Anderson                                        | 2018, skupina                                        | Daryl Gurney                                         | 8–10                                                 |

## Vysílatel
Turnaj se stal první událostí organizace PDC na obrazovkách BBC. Ta těsně předtím ukončila smlouvu s BDO na vysílání mistrovství světa pořádaného touto organizací.

## Sponzoři
V letech 2016 a 2017 byl hlavním sponzorem turnaje Unibet, který v těchto letech sponzoroval také Masters, mistrovství Evropy a World Grand Prix. Od roku 2018 byl hlavním sponzorem turnaje Paddy Power.